# Cuba (Alabama)
Cuba è un comune degli Stati Uniti d'America situato nella contea di Sumter dello Stato dell'Alabama.